# Helyet az öregeknek
A Helyet az öregeknek egy 1934-ben készült magyar filmvígjáték Szőke Szakáll, Bársony Rózsi és Verebes Ernő főszereplésével.

## Történet
|  | Alább a cselekmény részletei következnek! |

Polgár Antal vidéki papírkereskedő fiainak, Ferinek és Viktornak jól megy a sora: mindketten a közös vállalatuk vezérigazgatói, Viktor pedig éppen most készül elvenni egy szép és fiatal bárónőt. A menyasszony rokonai szeretnék, ha Viktor apja is ott lenne az esküvőn, ezért Viktor és Feri elutaznak apjukhoz, hogy magukkal vigyék Pestre.
Nagy nehezen rávették, hogy adja el az üzletét és menjen velük. Pesten aztán másképpen kell élnie: a sokféle szépítkezési eljáráson túl azt is el kell tűrnie, hogy minden egyes étkezésnél valaki a háta mögött álljon és meg kell ismerkednie a grapefruittal és a pirítóssal.
Polgár úrral együtt a barátjának, a helyi cukrásznak a leánya, Éva is Pestre jön, aki nem mellesleg szerelmes Polgár úr szoknyavadász fiába, Feribe. Amikor egy másik nővel, Lilikével, a táncosnővel találja, elmegy Fekete úrhoz, a tánctanárhoz, akiről tudja, hogy szerelmes belé. Ezzel akarja féltékennyé tenni Ferit, ami sikerül is.
Viktor és Feri cége a csőd szélén áll, ezért más lehetőség nem lévén Viktor csalással próbálja meg elkerülni az anyagi összeomlást. Amikor erre édesapja rájön, követi őt üzleti tárgyalására, és a vevő előtt elmondja, hogy az áru hamis. Ezzel anyagilag tönkretette a fiát, de a becsületét megmentette.
Ezután Polgár úr fiai apjuk pesti, titokban megvásárolt papírüzletében dolgoznak, amit egy nap Éva is meglátogat, és Ferivel megíratja a meghívót az eljegyzésükre.
|  | Itt a vége a cselekmény részletezésének! |

## Szereplők
- Szőke Szakáll – Polgár Antal, papírkereskedő
- Bársony Rózsi – Dobos Éva
- Verebes Ernő – Feri (Polgár fia)
- Dénes György – Viktor (Polgár fia)
- Halmay Tibor – Fekete, tánctanár
- Gózon Gyula – Dobos, cukrász
- Erdélyi Mici – Lilike, táncosnő
- id. Latabár Árpád – Körmendy
- Balla Kálmán – Báró
- Király Kató – Báróné
- Fenyő Emil – Inas
- Simon Marcsa – Kata, cseléd
- Ihász Lajos – Alkalmazott
- Fehér Pál – Énekes a hajón
- Zala Karola – Vendég az eljegyzésen
- Huszár Pufi – Boltos
- Szigeti Jenő – Szabó úr, pedellus
- Báthory Giza – Borsodiné, kézimunka boltos